# Carl Axel Skoog
Carl Axel Uno Skoog, född den 27 april 1897 i Karlshamn, död den 2 december 1963 i Borås, var en svensk jurist. Han var bror till Torsten Skoog och far till Helge Skoog.
Skoog avlade juris kandidatexamen vid Lunds universitet 1919. Han blev rådman i Borås 1925 och borgmästare där 1939. Skoog var styrelseordförande i Borås sparbank från 1959. Han blev riddare av Vasaorden 1941 och av Nordstjärneorden 1945 samt kommendör av sistnämnda orden 1952.